# Igors Rausis
Igors Rausis (ur. 7 kwietnia 1961 w Kommunarsku - 28 marca 2024) – łotewski szachista, w latach 2003–2007 reprezentant Bangladeszu, od 2007 – Czech, arcymistrz od 1992 roku. W wyniku oskarżeń o oszukiwanie w czasie gry, tytuł ten został mu odebrany w grudniu 2019. Otrzymał również sześcioletnią dyskwalifikację, w wyniku której ogłosił zakończenie kariery zawodniczej.

## Kariera szachowa
Od pierwszych lat 90. należał do podstawowych zawodników reprezentacji Łotwy: pomiędzy 1996 a 2002 rokiem trzykrotnie wystąpił na szachowych olimpiadach, natomiast w 1993 – na drużynowych mistrzostwach świata.
Do największych sukcesów Igorsa Rausisa w turniejach międzynarodowych należą zwycięstwa bądź dzielenie I miejsca m.in. w:
- Saint Martin (1991, wspólnie z Margeirem Peturssonem i Dmitrijem Gurewiczem),
- Moskwie (1992),
- Viernheim (1992, wspólnie z Andriejem Sokołowem),
- Las Palmas (1995, wspólnie z Ivanem Moroviciem Fernandezem i Pią Cramling),
- Gausdal (1995, turniej Arnold Cup, wspólnie z Michaelem Henniganem),
- Enghien-les-Bains (1995),
- Jyväskyli (1996, turniej Heart of Finland),
- Willsbach (1997),
- Gausdal (2000, turniej Troll Masters, wspólnie z Marisem Krakopsem),
- Kairze (2001, wspólnie z m.in. Nenadem Sulavą, Drazenem Sermkiem, Aleksiejem Barsowem, Siergiejem Kasparowem, Azərem Mirzəyevem, Aleksandrem Fominychem),
- Gausdal (2002, turniej Troll Masters, wspólnie z Mathiasem Womacką, Kjetilem Lie i Rune Djurhuusem),
- Bad Bocklet (2002),
- Lienz (2003),
- Bogny-sur-Meuse (2004, wspólnie z Edvinsem Kengisem i Aloyzasem Kveinysem),
- Esbjergu (2006, turniej The North Sea Cup, wspólnie z Gerhardem Scheblerem, Stefanem Djuriciem i Aloyzasem Kveinysem).

Uwaga: Lista sukcesów niekompletna (do uzupełnienia od 2007 roku).
Najwyższy ranking w dotychczasowej karierze osiągnął 1 lipca 2019 r., z wynikiem 2686 punktów zajmował wówczas 2. miejsce wśród czeskich szachistów.